# Особлива думка (фільм, 1967)
Особлива думка (рос. «Особое мнение») — український радянський художній фільм 1967 року режисера Віктора Жиліна.

## Сюжет
На березі моря знайдено труп чоловіка. Молодий слідчий Ковальов встановлює особу вбитого і його переслідувача — колишнього провокатора, який видав гітлерівцям групу підпільників. На одному з допитів злочинець впізнає в одному з працівників прокуратури колишнього обер-лейтенанта СС і починає його шантажувати…

## У ролях
- Паулі Рінне
- Пантелеймон Кримов
- Юрій Дубровін
- Юхим Копелян
- Зінаїда Сорочинська
- Геннадій Кринкін
- Ельза Леждей
- Геннадій Воропаєв
- Євген Котов
- Лев Золотухін
- Михайло Пресняков

## Творча група
- Сценарій: Іван Менджерицький
- Режисер: Віктор Жилін
- Оператор: Леонід Бурлака
- Композитор: Богдан Троцюк